# ケーン郡 (ユタ州)
ケーン郡（英: Kane County）は、アメリカ合衆国ユタ州の南部に位置する郡である。2010年国勢調査での人口は7,125人であり、2000年の6,046人から18%増加した。郡庁所在地はカナーブ市（人口4,312人）であり、同郡で人口最大かつ唯一の都市でもある。1864年に設立され、郡名はモルモン開拓者の友人であり、南北戦争の軍人、トマス・L・ケーン大佐に因んで名付けられた。

## 地理
アメリカ合衆国国勢調査局に拠れば、郡域全面積は4,108平方マイル (10,639.7 km2)であり、このうち陸地は3,992平方マイル (10,339.2 km2)、水域は116平方マイル (300.4 km2)で水域率は2.83％である。パウェル湖として水が貯められたコロラド川が郡の東側境界になっている。南はアリゾナ州である。グランドステアケース・エスカランテ国立保護区が郡域の大半を占めている。岩だらけの荒涼たる砂漠、山岳および崖の地形であり、どこも息を呑むような景色が広がっている。ブライスキャニオン国立公園とザイオン国立公園が郡の北部と西部に広がっている。東部にはグレンキャニオン国立レクリエーション地域の部分がある。

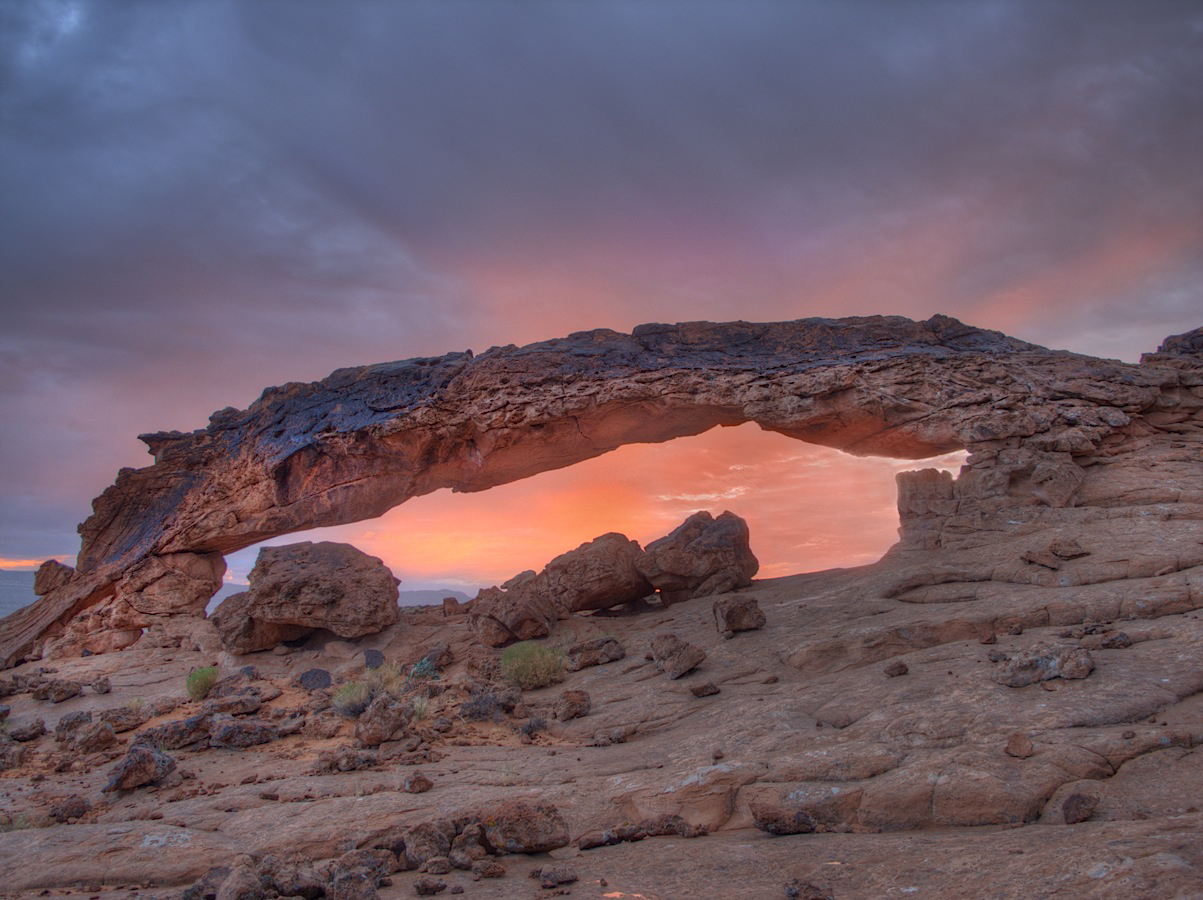
グレンキャニオン国立レクリエーション地域のサンセットアーチ

### 隣接する郡
- ワシントン郡 - 西
- アイアン郡 - 北西
- ガーフィールド郡 - 北
- サンフアン郡 - 東
- モハーヴェ郡 (アリゾナ州) - 南西
- ココニノ郡 (アリゾナ州) - 南

### 国立保護地域
- ブライスキャニオン国立公園（部分）
- ディキシー国立の森（部分）
- グレンキャニオン国立レクリエーション地域（部分）
- グランドステアケース・エスカランテ国立保護区（部分）
- ザイオン国立公園（部分）

### 州立保護地域
- コーラルピンク砂丘州立公園
- コダクロームベイスン州立公園

## 人口動態
以下は2000年国勢調査による人口統計データである。
| 基礎データ - 人口: 6,046人 - 世帯数: 2,237 世帯 - 家族数: 1,628 家族 - 人口密度: 1人/km2（2人/mi2） - 住居数: 3,767軒 - 住居密度: 0軒/km2（1軒/mi2） 人種別人口構成 - 白人: 96.00% - アフリカン・アメリカン: 0.03% - ネイティブ・アメリカン: 1.55% - アジア人: 0.22% - 太平洋諸島系: 0.05% - その他の人種: 0.74% - 混血: 1.41% - ヒスパニック・ラテン系: 2.32% 先祖による構成 - イギリス系：30％ - ドイツ系：10％ - アイルランド系：9％ - デンマーク系：5％ - スウェーデン系：4％ | 年齢別人口構成 - 18歳未満: 29.4% - 18-24歳: 6.8% - 25-44歳: 21.2% - 45-64歳: 25.9% - 65歳以上: 16.7% - 年齢の中央値: 39歳 - 性比（女性100人あたり男性の人口） - 総人口: 98.3 - 18歳以上: 94.1 世帯と家族（対世帯数） - 18歳未満の子供がいる: 32.2% - 結婚・同居している夫婦: 64.6% - 未婚・離婚・死別女性が世帯主: 6.0% - 非家族世帯: 27.2% - 単身世帯: 23.3% - 65歳以上の老人1人暮らし: 10.2% - 平均構成人数 - 世帯: 2.67人 - 家族: 3.21人 収入と家計 - 収入の中央値 - 世帯: 34,247米ドル - 家族: 40,030米ドル - 性別 - 男性: 30,655米ドル - 女性: 20,406米ドル - 人口1人あたり収入: 15,455米ドル - 貧困線以下 - 対人口: 7.9% - 対家族数: 5.5% - 18歳未満: 9.3% - 65歳以上: 5.4% |

## 政治
ケーン郡は共和党の強固な地盤である。2008年の選挙で公認候補に投票した人は共和党992人、民主党326人だった。2004年のユタ州知事選挙では郡投票数の70％近くが共和党のジョン・ミード・ハンツマンに行き、2008年の知事選挙ではほぼ75％にまで上った。ケーン郡はアメリカ合衆国下院議員ではユタ州第2選挙区に入っており、現職は民主党のジム・マセソンである。マセソンは2008年の下院議員選挙でケーン郡の過半数を獲得した。
アメリカ合衆国大統領選挙では、1916年のウッドロウ・ウィルソン以来民主党候補がケーン郡を制したことがなく、フランクリン・ルーズベルトが大統領に当選した1936年でも、共和党候補のアルフレッド・ランドンが制したことではユタ州の唯一の郡となった。それ以降も確実に共和党候補を選んでおり、1956年のドワイト・D・アイゼンハワーに至っては投票総数の約90％を獲得した。1964年も共和党候補のバリー・ゴールドウォーターを選んだが、ゴールドウォーターは約9％の差でユタ州を取れなかった。最近の16年間でも民主党候補は郡投票総数の30％以上を獲得した者はいない。

## 都市と町

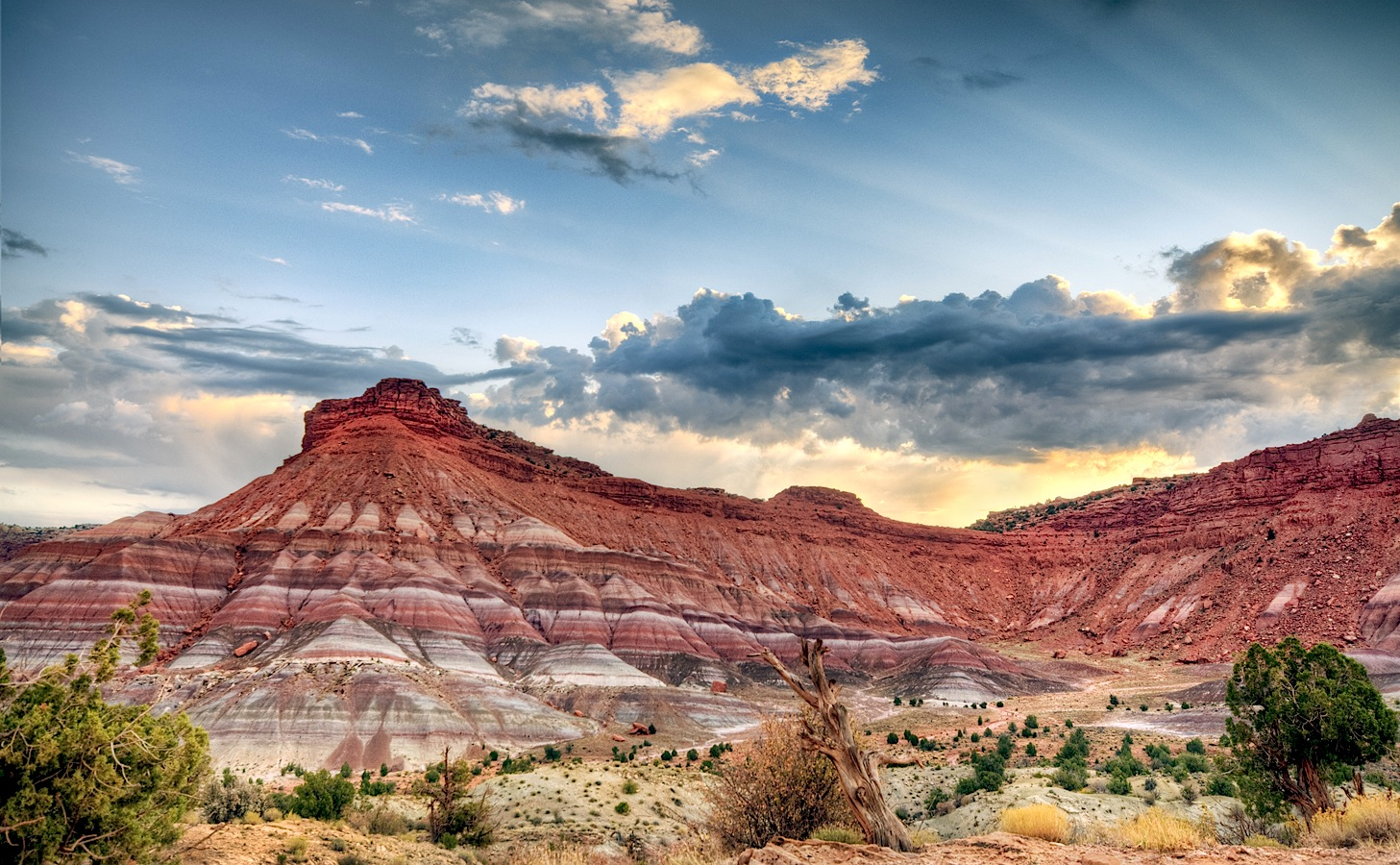
ゴーストタウンのパリア

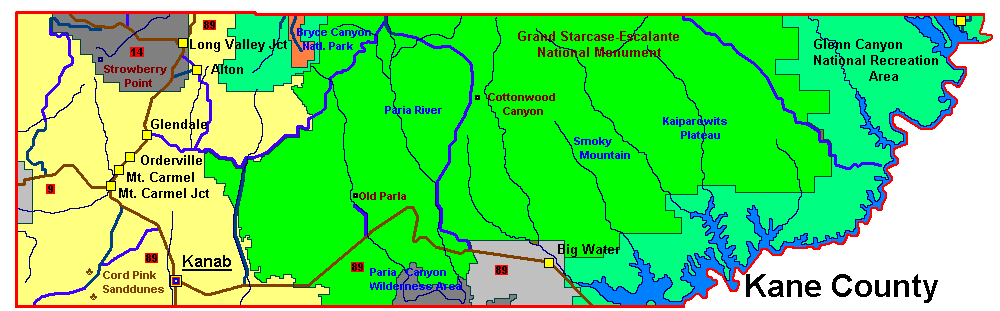
郡の地図

### 都市
- カナーブ - 郡庁所在地

### 町
- アルトン
- ビッグウォーター
- グレンデール
- オーダービル

### 未編入の町
- ダッククリークビレッジ
- マウントカーメルジャンクション

### ゴーストタウン
- パリア